# Maachis
Maachis (ang.: „Matches”)  to film wyreżyserowany w 1996 roku przez Gulzara, bardziej znanego jako scenarzysta (Dus Kahaniyaan i Saathiya)  niż reżyser. W centrum filmu znajdują się tragiczne wydarzenia w Pendżabie po śmierci Indiry Gandhi, która zginęła z ręki ochroniarzy sikhów.  To historia o miłości, która zwyciężyła nawet śmierć i o terrorze jako reakcji bezsilnych i skrzywdzonych. Bohaterem  filmu jest sikh, grany przez nagrodzonego za rolę debiutanta Chandrachur Singh. Oburzony aresztowaniem bez powodu i torturowaniem przyjaciela szuka zemsty przyłączając się do terrorystów.  
Film spotkał się z uznaniem krytyki i popularnością wśród widzów. Jego mocnymi punktami są reżyseria Gulzara i muzyka Vishal Bhardwaja. Do dziś piosenki z tego filmu (szczególnie Chappa Chappa Charkha Chale i Chhod Aaye Hum Wo Galiyan można często słyszeć w radio lub TV indyjskiej. Bhardwaj został potem reżyserem i zrealizował tak znane filmy jak Maqbool i Omkara .

## Fabuła
Jaswant Singh Randhava (Raj Zutshi) i Kirpal Singh zwany Pali (Chandrachur Singh) przyjaźnią się ze sobą od lat. Wkrótce ich przyjaźń ma przypieczętować ślub Pali z siostrą Jaswanta Veerą (Tabu). Niestety czas, w którym przyszło im żyć nie sprzyja ślubom i marzeniom o szczęśliwej rodzinie. Pendżab jest w stanie wojny domowej.Separatystycznym dążeniom części sikhów towarzyszy terroryzm. Premier Indii daje rozkaz zaatakowania Złotej Świątyni w Amritsarze – serca religii sikhów, które w tym czasie stało się miejscem schronienia dla terrorystów. Ceną za atak na święte miejsce sikhów jest śmierć Indiry Gandhi zabitej przez sikhijskich ochroniarzy. Odpowiedzią na mord na głowie państwa są pogromy na sikhach. W Pendżabie wzrasta terroryzm kontrolowanych przez władze centralne sikhów. Jaswant staje się jedną z ofiar. Gdy aresztowany bez powodu, bity przez 2 tygodnie wraca do domu, Pali wpada w gniew. Chce zemsty na łamiących prawo policjantach. Pomocy szuka u terrorystów pendżabskich. Z dala od Pendżabu, ukryty w Himachal Pradesh przygotowuje broń dla terrorystów sikhijskich. Tam w Himalajach zaprzyjaźnia się z innymi terrorystami. Porusza go historia Jaimala (Jimmy Shergill). Przystał on do terrorystów wstrząśnięty śmiercią ojca spalonego żywcem przez wzburzony tłum. Z początku zagubiony, wzbraniający się przed przemocą, Pali zmienia się. Zabija z zimną krwią jednego z oprawców przyjaciela. Ten mord zamyka mu drogę powrotu do rodziny, do przyjaciela, do czekającej na niego narzeczonej. Od terrorystów się nie odchodzi. Pokazuje to historia jednego z nich Kuldipa, który przestraszywszy się śmierci marzy o powrocie do wioski i wyjeździe do USA. Wkrótce Pali  na rozkaz dowódcy (Kulbhushan Kharbanda) i swojego duchowego przewodnika, „guru terroru” (Om Puri) ma wziąć udział w zamachu na polityka. Do ich górskiej kryjówki przyjeżdża przeszkolony przez terrorystów snajper. Jego widok zaskakuje Pali.

## Fabuła a tło filmu
Jeden z bohaterów, Sanatan (Om Puri) filmu żali się, że pół rodziny stracił podczas podziału Indii w 1947 roku, a drugą połowę podczas operacji 1984 roku. On też mówi, że niepodległość Indii została wywalczona za cenę krwi Pendżabu (i Bengalu), które zostały podzielone w 1947 roku. Część tych prowincji pozostała w Indiach, część przyznano nowo powstałemu państwu muzułmańskiemu, Pakistanowi. Podziałowi towarzyszył exodus sikhów i hindusów uciekających z terytorium przekazywanego Pakistanowi i muzułmanów uchodzących z Indii. Podział rozpalił nienawiść między wyznawcami różnych religii, która zaowocowała we wzajemnych rzeziach. -To my Pendżabczycy daliśmy Indiom wolność, poświęcając nasz kraj, pozwalając podzielić naszą ziemię, naszą własność, zniszczyć domy i rodziny. Oni tylko podpisali dokument.- mówi Sanatan do Pali. Z żalem opowiada, że tych, którzy  przyjechali do Indii,  w panice opuszczając swój dotychczasowy dom na ziemi przyznanej Pakistanowi, ojczyzna nazwala uchodźcami (refugee). Ten sam bohater przewodząc terrorystom sikhijskim z goryczą atakuje polityków za to, że dzielą Indusów chcąc na podziałach zyskiwać głosy wyborców, zwiększać swoją władzę kosztem antagonizmów hindusko-muzułmańskich w 1992 /1993 roku, a hindusko-sikhijskich w 1984. On też jednak woła, że Pendżab jest częścią ciała Indii, nie do odcięcia, nie do odrzucenia. Wbrew żądaniom separatystów sikhijskich domagających się przekształcenia indyjskiego stanu Pendżab w niezależne państwo Khalistan.

## Obsada
- Tabu – Virender Kaur (National Film Award dla Najlepszej Aktorki)
- Chandrachur Singh – Kripal Singh (Nagroda Filmfare za Najlepszy Debiut)
- Om Puri – Sanatan
- Kulbhushan Kharbanda – komendant
- Kanwaljit Singh – inspektor Vohra
- S M Zaheer – Khurana
- Rajendranath Zutshi – Jaswant Singh Randhawa
- Jimmy Shergill – Jaimal
- Ravi Gosain – Kuldip
- Suneel Sinha – Wazira

## Muzyka i piosenki
Muzykę do filmu skomponował Vishal Bhardwaj, autor muzyki do Satya, Chachi 420, No Smoking, Cichy, Maqbool, Omkara (dwa ostatnie też reżyserował).
- Aey Hawa
- Bhej Kahaar
- Chapa Chapa
- Chhod Aaye Hum
- Maachis Closing Theme
- Maachis Opening Theme
- Pani Pani Re
- Tum Gaye
- Yaad Na Aaye